# Савченко Сергій Олександрович (військовослужбовець)
Сергій Олександрович Савченко (нар. 19 травня 1987, м. Жданов, Донецька область — пом. 29 березня 2022, м. Маріуполь, Донецька область) — український військовослужбовець, старший солдат Окремого загону спеціального призначення «Азов» Національної гвардії України, учасник російсько-української війни, який відзначився і загинув під час відбиття російського вторгнення в Україну. Кавалер ордена «За мужність» ІІІ ступеня (2022, посмертно).

## Життепис
Сергій Савченко народився 19 травня 1987 року у місті Жданові (з 1989 року – Маріуполь) на Донеччині. 2005 року закінчив у цьому ж місті загальноосвітню школу I-III ступенів № 21, а 2006-го — Маріупольське вище металургійне професійне училище, здобувши фах слюсаря-ремонтника, електрозварника ручного зварювання, потому працював за спеціальністю.
2017 року прийнятий на військову службу за контрактом у Національну гвардію України, здобув кваліфікацію «сапер розмінування». 
2020 року звільнився з НГУ після закінчення строку контракту, того ж року уклав новий контракт із ОЗСП «Азов». Служив спочатку у 1-му батальйоні оперативного призначення, у січні 2021 року переведений до інженерно-саперної роти, де обійняв посаду старшого сапера 2-го відділення інженерно-саперного взводу.
2022 році у складі ОЗСП «Азов» брав участь у відсічі російської збройній агресії та обороні рідного Маріуполя, 29 березня загинув смертю хоробрих під час виконання бойового завдання.

## Звання
- Старший солдат (8 травня 2018)
- Солдат (30 серпня 2017)

## Нагороди
- Подяка Національної гвардії України, наказ Командувача НГУ № 504 від 27.10.2021;
- Орден «За мужність» III ступеня (17 квітня 2022 р., посмертно) — за особисту мужність і самовіддані дії, виявлені у захисті державного суверенітету та територіальної цілісності України, вірність військовій присязі[1].